# La Vila Xica
La Vila Xica és una masia de Calldetenes (Osona) inclosa a l'Inventari del Patrimoni Arquitectònic de Catalunya.

## Descripció
Masia de planta rectangular coberta a dues vessants amb el carener paral·lel a la façana la qual es troba orientada a ponent. Consta de dos cossos, el primitiu és construït en pedra i té el vessant de ponent poc prolongada i el més recent, que segueix la mateixa línia de la façana, construït en totxo i de menys alçada i els dos vessants són iguals. La façana presenta dos portals rectangulars, diverses obertures i un porxo a nivell del primer pis. A la part est s'hi adossa un cos i a migdia hi ha un cobert i altres construccions recents. La resta de façanes presenten poques obertures. És construïda amb maçoneria i totxo, l'estat de conservació es mitjà.

## Història
Malgrat el migrat valor arquitectònic de la masia cal esmentar que és una antiga masoveria del mas la Calveria. En els fogatges de 1553 de la parròquia i terme de Sant Martí de Riudeperes trobem esmentat el nom d'Antoni Vila. El topònim actual és les Viles, ja que hi ha dues masies, molt properes, i ambdues amb les masoveries corresponents: una rep el nom de Vila Grossa, mentre que l'altra s'anomena Vila Xica. En el nomenclàtor de la província de l'any 1860 ja hi trobem esmentades les dues masies amb el nom actual.